# Extra-embryonaal endoderm
Het extra-embryonaal endoderm of primitieve endoderm (PrE) is een cellaag die door de hypoblast vóór de gastrulatie, bij menselijke embryo vanaf dag 8 na de bevruchting, wordt aangemaakt en zorgt voor opname en het transport van voedingsstoffen. De hypoblastcellen migreren naar de blastocoel, waardoor de primaire (membraan van Heuser of exocoelomisch membraan) en secundaire (definitieve) dooierzakken gevormd worden. De primaire dooierzak ontstaat doordat het binnenoppervlak van de cytotrofoblast bekleed wordt met migrerende hypoblastcellen. Op dag 12 na de bevruchting is de primaire dooierzak door een nieuwe groep migrerende hypoblastcellen vervangen, die nu bijdragen aan de secundaire dooierzak. Het extra-embryonale endoderm vult de resterende blastocoel.
Uit het extra-embryonaal endoderm ontstaan het viscerale endoderm (VE), het pariëtale endoderm (PE) en het extra-embryonaal visceraal endoderm (ExVE). Visceraal betekent dat de betreffende structuur gehecht is aan, of geassocieerd met de ingewanden en pariëtaal dat het gehecht is aan, of geassocieerd met de lichaamswand van borst of buik.
Naast het synthetiseren van een aantal gespecialiseerde eiwitten die de opname, vertering en uitscheiding van voedingsstoffen vergemakkelijken, coördineert het visceraal endoderm de bloedceldifferentiatie en vaatvorming in het aangrenzende mesoderm, waardoor een efficiënte uitwisseling van voedingsstoffen en gassen tussen de moeder en het embryo wordt vergemakkelijkt.

## Muis
Bij de ontwikkeling van muizen ontstaat uit de primitieve streep het primitieve endoderm. Uit het primitieve endoderm ontstaan op het moment van innesteling het viscerale endoderm (VE), het pariëtale endoderm (PE) en het extra-embryonaal visceraal endoderm (ExVE). Pariëtale endodermcellen migreren langs de basale zijde van het trofectoderm, terwijl de primitieve endodermcellen die nog steeds in contact staan met de epiblast transformeren in het viscerale endoderm.

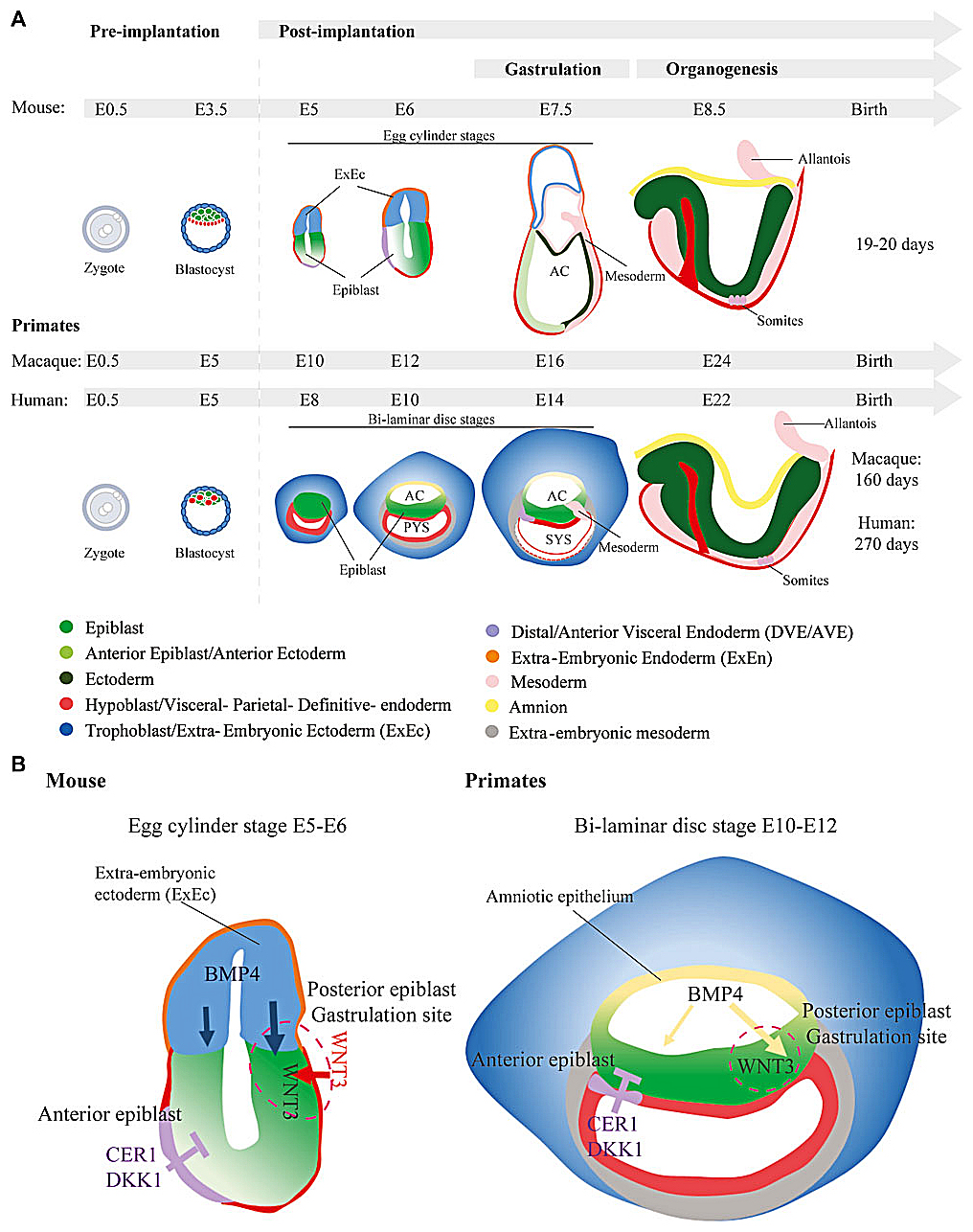
Ontwikkeling van het embryo van de muis en dat van primaten. PYS: primaire en SYS secundaire dooierzak.
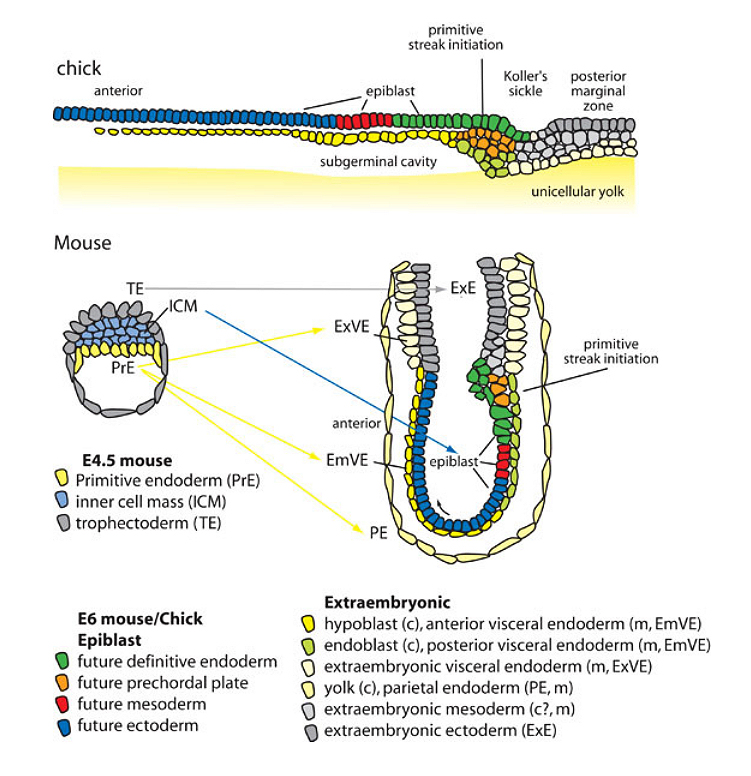
Organisatie van endodermale voorlopercellen en extra-embryonaal endoderm bij het begin van gastrulatie in kippen- en muizenembryo's.
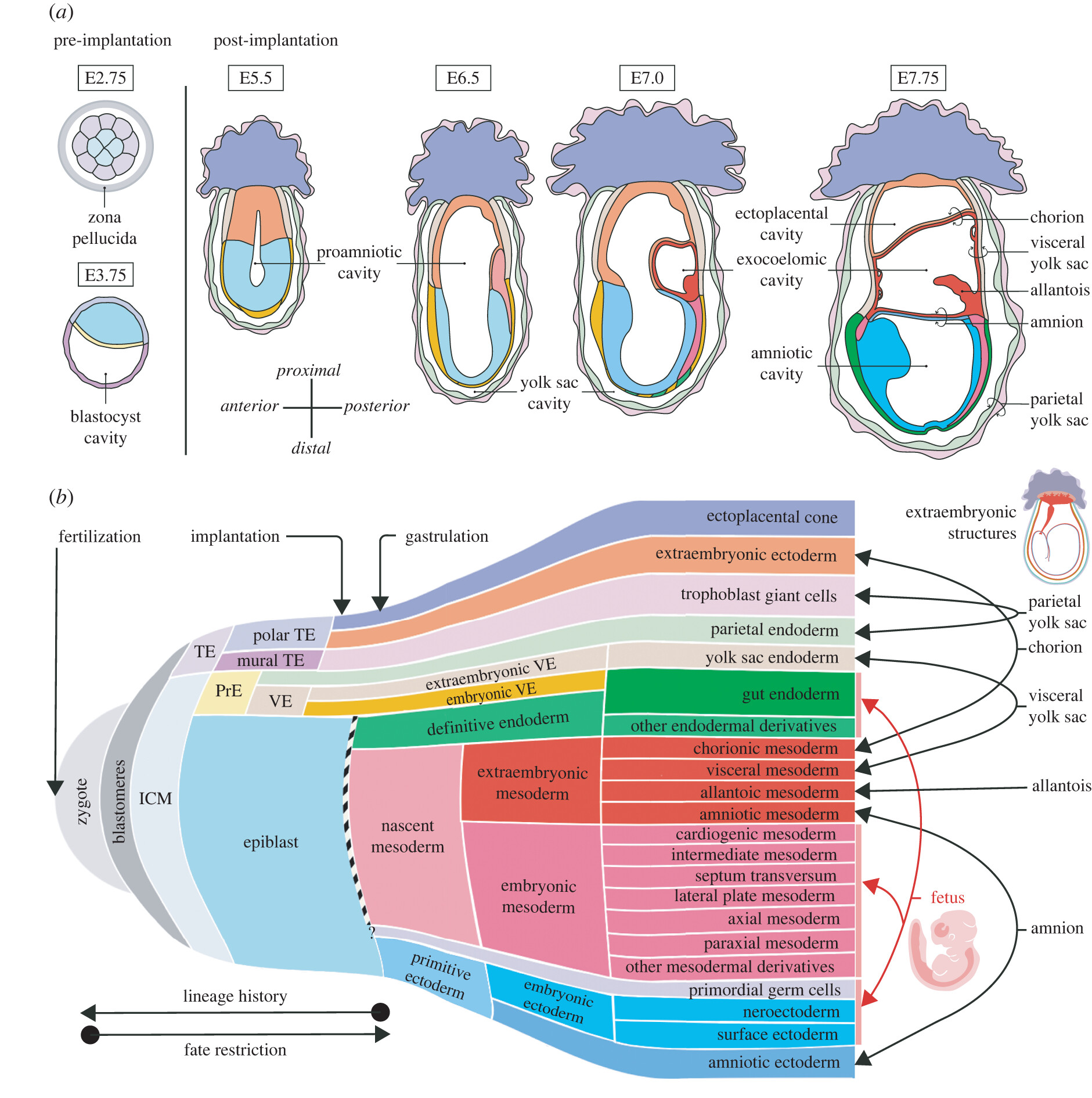
De veranderende morfologie en weefselsamenstelling van het muisembryo.
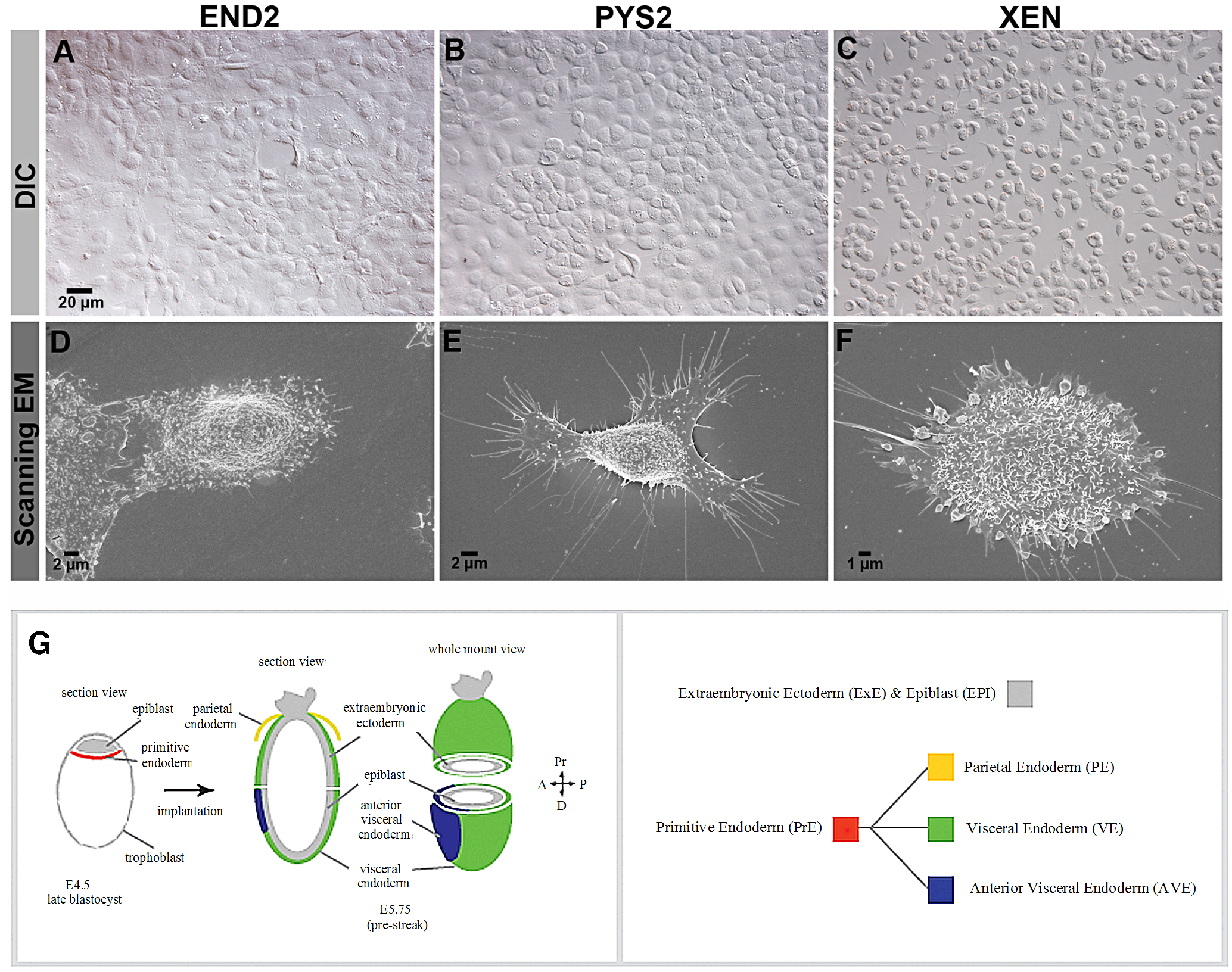
Morfologische karakterisering van END2-, PYS2- en XEN-cellen van het muisembryo. END2: visceraal endoderm-achtig,  PYS2: pariëtaal endoderm-achtig, XEN: Extra-embryonaal endoderm stamcellen.
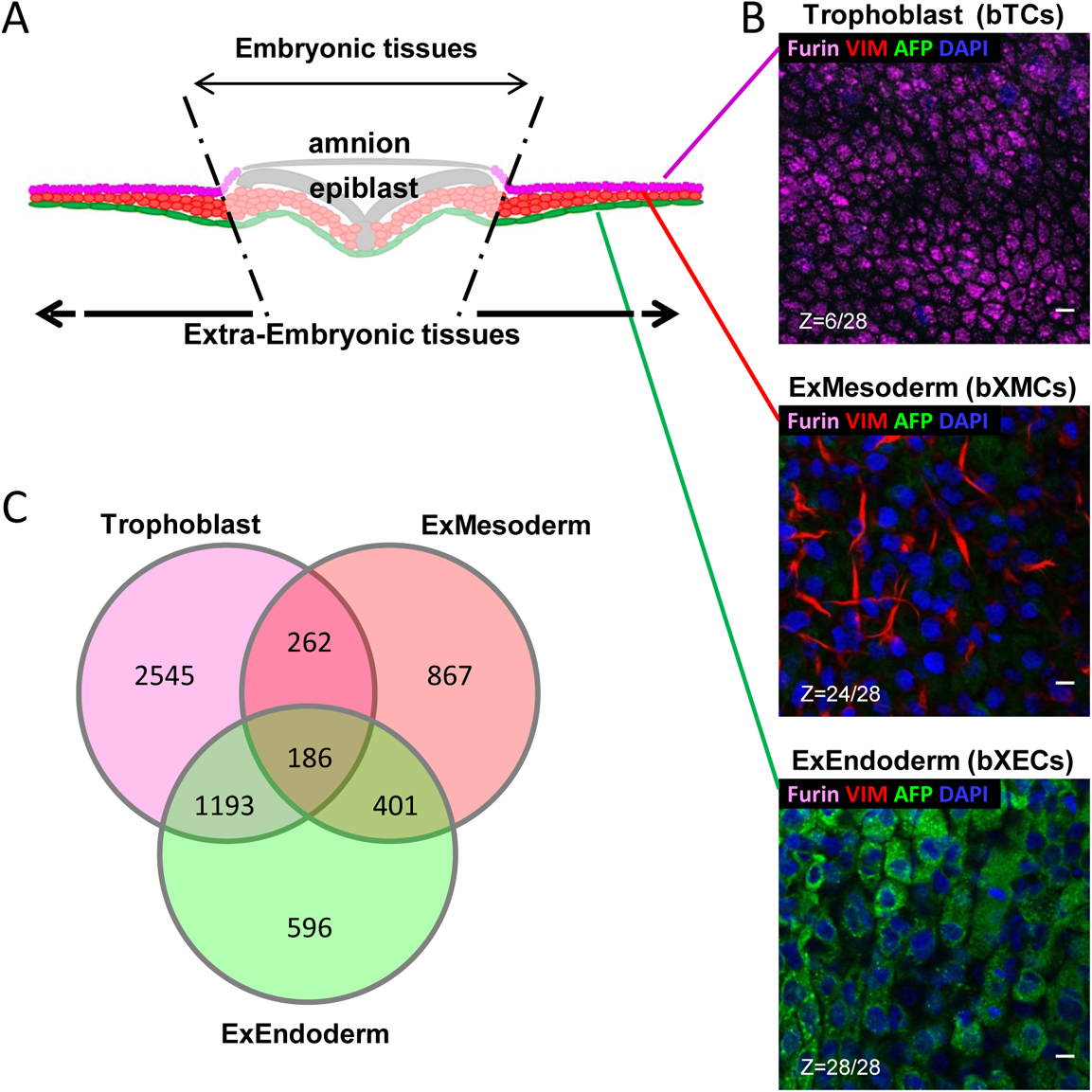
Primaire extra-embryonaal gekweekte rundercellen.
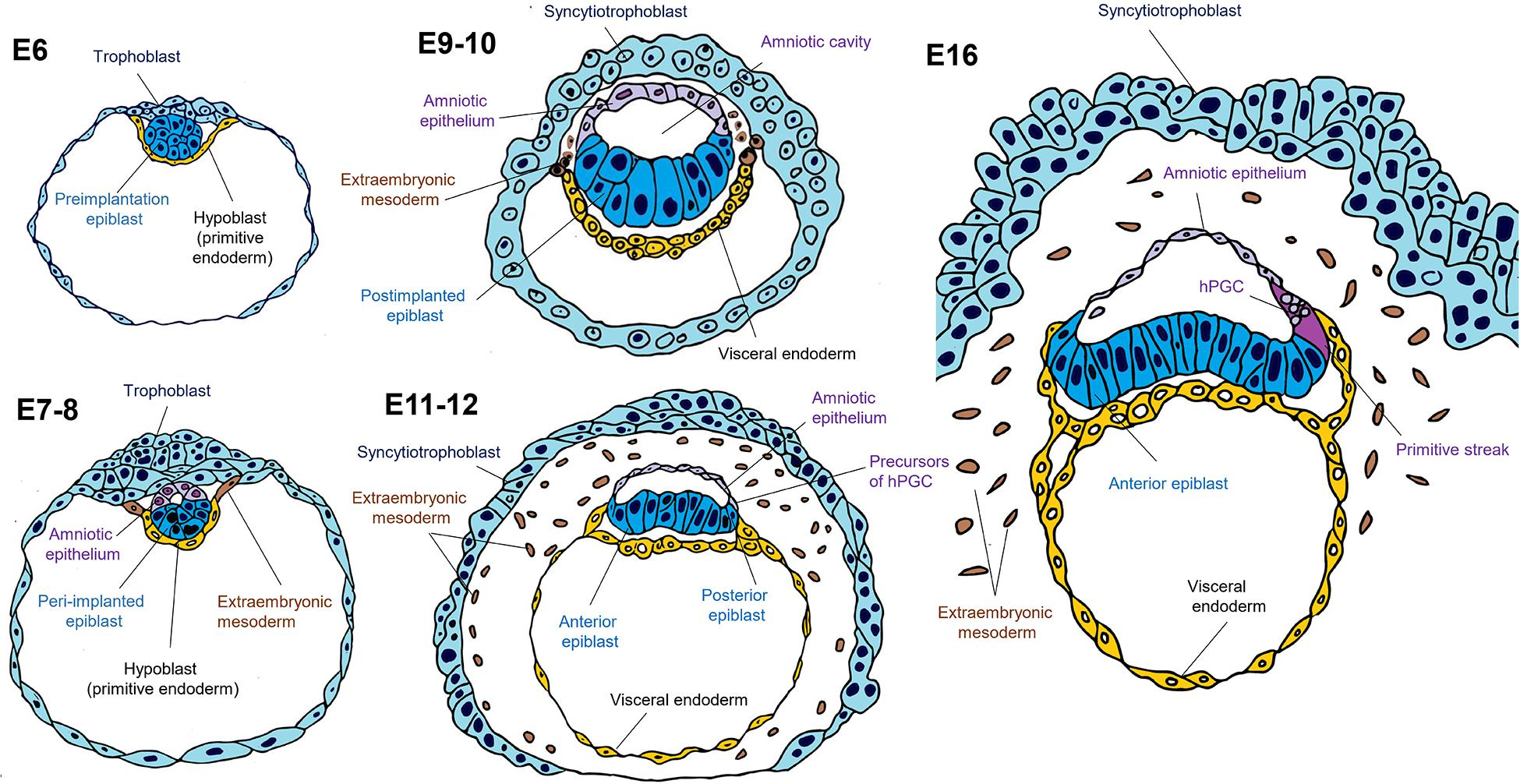
Menselijk embryo met primitief endoderm en visceraal endoderm.